# Carmelo Bene
Carmelo Bene (* 3. September 1937 in Campi Salentina; † 16. März 2002 in Rom) war ein italienischer Theater- und Filmregisseur, Schauspieler und Autor.

## Leben
Bene schrieb sich nach üblicher schulischer Laufbahn an der Accademia d'Arte Drammatica in Rom ein, beendete sie aber nicht. 1959 spielte er die Hauptrolle in Albert Camus’ Caligula, die er entgegen damaliger Konventionen gestaltete. Im Laufe der nächsten Jahre inszenierte und spielte er zahlreiche Klassiker, die er auf eigenwillige Weise anbot: „aggressiv, virulent, respektlos bis zur Grenze des Erträglichen“. Seine Werke wurden von den Kritikern mit Hassliebe aufgenommen, von der breiten Masse des Publikums abgelehnt, aber von intellektuellen, elitären Kreisen als „genial“ bezeichnet und gefeiert.
Zwischen 1968 und 1974 wandte sich Bene auch dem Kinofilm zu, um seine Vorstellung von poetischer Bildsprache und ästhetischen  Mitteln in ein neues Medium zu transportieren. Daneben war er in verschiedenen Produktionen anderer Regisseure als Schauspieler beteiligt, wie zum Beispiel in Pier Paolo Pasolinis Film Edipo Re – Bett der Gewalt. Nach dieser Zeit wandte er sich wieder dem Theater zu. 1994 entwickelte er für das Fernsehen die Maurizio Costanzo Show eine Rolle, in der er gegen alles und jeden polemisierte.
Von seiner Arbeit existieren zahlreiche Bücher, Radioaufnahmen, Video-Aufzeichnungen und Platten. Wichtig auf jeden Fall die Veröffentlichung seiner gesammelten Werke im Jahr 1995. Daraufhin erhielt er die höchste kulturelle Anerkennung Frankreichs und wurde zum „Chevalier de l'ordre des artes e des lettres“. Denn im Unterschied  zur zweideutigen Hass-Liebe seiner Landsleute haben die Franzosen seine Arbeit beständig mit größter Aufmerksamkeit gewürdigt. Theoretiker wie Gilles Deleuze, Camille Demoulié, Pierre Klossowski und Jean-Paul Manganaro haben das Nachdenken über Carmelo Benes manchmal sperriges theater- und Filmwerk wesentlich gefördert und vorangetrieben.
Im Vergleich zur französischen ist die deutsche Rezeption des apulischen Ausnahmekünstlers sehr spärlich. Außer dem bereits zitierten Porträt von Gaetano Biccari sind hier noch die Arbeiten von Gabriele C. Pfeiffer und einEssay von Biccari zu erwähnen.

## Werke (Auswahl)

### Filmografie

#### Regisseur
- 1968: Hermitage (Kurzfilm)
- 1968: Il Barocco Leccese (Kurzfilm, Dokumentarfilm)
- 1968: Nostra Signora Dei Turchi
- 1969: Capricci
- 1971: Don Giovanni
- 1972: Salome
- 1973: Un Amleto di meno

#### Schauspieler
- 1967: Edipo Re – Bett der Gewalt (Edipo Re)

### Theater
- 1959: Caligula
- 1961: Pinocchio
- 1961: Hamlet
- 1963: Edward II
- 1964: Salome
- 1968: Don Quichotte
- 1976: Romeo und Julia
- 1983: Macbeth
- 1994: Hamlet suite